# Slijmvissen
Slijmvissen (Labrisomidae) zijn een familie van baarsachtige vissen.
Ze worden voornamelijk aangetroffen in tropische gebieden in de Atlantische en Grote Oceaan en de familie omvat ongeveer 98 soorten in 14 geslachten.
Veel soorten uit deze familie zijn felgekleurd. De grootste soort, Labrisomus nuchipinnis kan 23 centimeter lang worden, maar de meeste vissen zijn veel kleiner.
Ze blijven gewoonlijk in ondiep kustwater op een diepte van ongeveer 10 meter en hun voedsel vinden ze op de bodem, waar ze gewoonlijk ook verblijven. Ze voeden zich met Kreeftachtigen, slakken, slangsterren en zee-egels.
Twee geslachten uit deze familie zijn ovovivipaar, Xenomedea en Starksia.

## Onderverdeling[1]
- Alloclinus Hubbs, 1927
- Auchenionchus Gill, 1860
- Calliclinus Gill, 1860
- Cottoclinus McCosker, Stephens en Rosenblatt, 2003
- Cryptotrema Gilbert, 1890
- Dialommus Gilbert, 1891
- Exerpes Jordan en Evermann in Jordan, 1896
- Haptoclinus Böhlke en Robins, 1974
- Labrisomus Swainson, 1839
- Malacoctenus Gill, 1860
- Nemaclinus Böhlke en Springer, 1975
- Paraclinus Mocquard, 1888
- Starksia Jordan en Evermann in Jordan, 1896
- Xenomedea Rosenblatt en Taylor, 1971